# Ласк (Польша)
Ласк (пол. Łask)  —  город  в Польше, входит в Лодзинское воеводство, Ласкский повят. Имеет статус городско-сельской гмины. Занимает площадь 15,33 км². Население — 18029 человек (на 2013 год).

## История
Упоминается с 1356 года как вотчина рода Ласких. В 1422 г. Ягайло наделил Ласк правами города. Когда Ян Лаский возглавил польскую церковь, в городе была выстроена (в 1517—23) готическая церковь Девы Марии, сохранившаяся до нашего времени (перестроена в середине XVIII века).
В 1795 г. в результате Третьего раздела Польши вошел в состав Пруссии. В 1807 — 1815 годы входил в Герцогство Варшавское. После 1815 г. в составе Российской империи. С 1837 г. — центр Лаского уезда, вошедшего в 1867 г. в Петроковскую губернию. 
В 1897 году население составляло 4229 жителей.
В 1914 г. в ходе Первой мировой войны город был оккупирован немецкими войсками.
В XIX веке Ласк — еврейское местечко в составе Российской империи. Во время нацистской оккупации евреи были собраны в гетто и затем истреблены.

## Известные уроженцы
- Раковецкий, Збигнев (1913—1944) — польский актёр театра и кино, певец.